# لمن يجرؤ فقط (برنامج)
لمن يجرؤ فقط هو برنامج تلفزيوني تونسي يعرض على قناة الحوار التونسي ويقدمه المقدم سمير الوافي. البرنامج هو ذو أبعاد سياسية، وتدوم الحلقة بين ساعتين و3 ساعات.

هذا البرنامج يقلد البرنامج الفرنسي «أبناء الأرض مرحبا!» (Salut les Terriens !) الذي يعرض على قناة كنال+.

هذا البرنامج يقوم أساسا على استضافة ضيف رئيسي يكون شخصية تونسية تثور حولها أحداث في الأسبوع الذي يأتي قبل عرض الحلقة، ومعه يتم استضافة عدة ضيوف ثانويين آخرين يساهمون في الحوار عددهم بين 3 و5 ضيوف.

## الموسم الأول
| الحلقة | التاريخ        | الضيف الرئيسي                                           | بقية الضيوف                                                                | رابط الحلقة | ملاحظات                                                                       |
| ------ | -------------- | ------------------------------------------------------- | -------------------------------------------------------------------------- | ----------- | ----------------------------------------------------------------------------- |
| 2      | 21 يناير 2014  | راشد الغنوشي                                            | إياد الدهماني, فريد الباجي, مقداد السهيلي                                  | هنا         |                                                                               |
| 7      | 23 فبراير 2014 | عدنان منصر                                              | المنصف السويسي, عبد الوهاب الهاني, نزار بهلول                              | هنا         |                                                                               |
| 8      | 2 مارس 2014    | حامد القروي                                             | نجيب مراد, محمد بالنور, الطاهر هميلة                                       | هنا         |                                                                               |
| 9      | 9 مارس 2014    | عبد الرؤوف العيادي                                      | عبير موسى, سمير بن عمر, عزيزة حتيرة                                        | هنا         |                                                                               |
| 10     | 16 مارس 2014   | عبد الفتاح مورو                                         | رياض الشعيبي, عبد الناصر العويني, إبراهيم القصاص, المنصف الأزعر            | هنا         |                                                                               |
| 11     | 23 مارس 2014   | الطاهر بن حسين                                          | إسكندر الرقيق, ناجي جلول, البحري العرفاوي                                  | هنا         |                                                                               |
| 12     | 30 مارس 2014   | محرزية العبيدي                                          | بوجمعة اليحياوي, آمنة منصور القروي                                         | هنا         |                                                                               |
| 13     | 6 أبريل 2014   | محمد عبو                                                | فريدة العبيدي, سليم بوخذير, ليلى المكي                                     | هنا         |                                                                               |
| 14     | 13 أبريل 2014  | توفيق الجلاصي                                           | ناجي جلول, لسعد الذوادي, وائل نوار                                         | هنا         |                                                                               |
| 15     | 20 أبريل 2014  | عبادة الكافي, الهادي العبيدي, أحمد منصور, طارق الكحلاوي | عبادة الكافي, الهادي العبيدي, أحمد منصور, طارق الكحلاوي                    | هنا         |                                                                               |
| 16     | 27 أبريل 2014  | إلياس الفخفاخ                                           | معز الجودي, الصحبي العمري, إلهام الصوفي ترجمان, معز بن فرج, محمد صالح فراد | هنا         |                                                                               |
| 17     | 4 مايو 2014    | أحمد الصافي سعيد                                        | الصحبي عتيق, عبد الرؤوف العيادي                                            | هنا         |                                                                               |
| 18     | 11 مايو 2014   | سامية عبو                                               | وليد البناني, الطاهر هميلة, الصحبي البصلي                                  | هنا         |                                                                               |
| 19     | 18 مايو 2014   | محمد بن مبروك الحامدي                                   | إياد الدهماني, حسن الزرقوني, النفطي المحضي                                 | هنا         |                                                                               |
| 20     | 25 مايو 2014   | أحمد نجيب الشابي                                        | عبد الفتاح مورو, ناجي الزعيري, شوقي بوقلية                                 | هنا         |                                                                               |
| 21     | 1 يونيو 2014   | علي العريض                                              | المهدي بن غربية, رؤوف بن يغلان, ناجي الزعيري                               | هنا         |                                                                               |
| 22     | 8 يونيو 2014   | المنصف المرزوقي                                         | هشام جعيط, المنصف شيخ روحه, جمال الصليعي                                   | هنا         | حلقة خاصة في القصر الرئاسي بقرطاج مع رئيس الجمهورية التونسية المنصف المرزوقي. |
| 23     | 15 يونيو 2014  | جلول عياد                                               | جعفر القاسمي, يسرى زكري                                                    | هنا         |                                                                               |
| 23     | 22 يونيو 2014  | BEST OF                                                 | BEST OF                                                                    | هنا         |                                                                               |

## الموسم الثاني
| الحلقة | التاريخ        | الضيف الرئيسي                                                                                                  | بقية الضيوف | رابط الحلقة | ملاحظات                                                                         |
| ------ | -------------- | --- | --- | ----------- | ------------------------------------------------------------------------------- |
| 1      | 14 سبتمبر 2014 | عمر صحابو | رجاء بن سلامة, عبد الرزاق الهمامي, مهدي عبد الجواد, مقداد السهيلي                                              | هنا         |                                                                                 |
| 2      | 21 سبتمبر 2014 | سليم الرياحي                                                                                                   | مختار التليلي, عادل الشاوش, منذر بالضيافي                                                                      | هنا         |                                                                                 |
| 3      | 28 سبتمبر 2014 | محمد الفريخة                                                                                                   | سامية عبو, ربيعة السماعلي, زينب التوجاني, فتحي الهداوي                                                         | هنا         |                                                                                 |
| 4      | 5 أكتوبر 2014  | مصطفى كمال النابلي                                                                                             | كمال الجندوبي, فريد الباجي, ليلى بحرية, نصر الدين بن حديد                                                      | هنا         |                                                                                 |
| 5      | 12 أكتوبر 2014 | أحمد نجيب الشابي                                                                                               | جوهر بن مبارك, حسن بن عثمان, صلاح مصباح                                                                        | هنا         |                                                                                 |
| 6      | 19 أكتوبر 2014 | المنصف المرزوقي                                                                                                | يوسف صديق, فتحي الهداوي                                                                                        | هنا         | رئيس الجمهورية التونسية.                                                        |
| 7      | 2 نوفمبر 2014  | المنذر الزنايدي                                                                                                | سليم بقة, توفيق المثلوثي                                                                                       | هنا         |                                                                                 |
| 8      | 9 نوفمبر 2014  | محمد الهاشمي الحامدي                                                                                           | أيمن الزواغي, حسن بن عثمان                                                                                     | هنا         |                                                                                 |
| 9      | 16 نوفمبر 2014 | سليم الرياحي                                                                                                   | جوهر بن مبارك, المنصف السويسي                                                                                  | هنا         |                                                                                 |
| 10     | 18 نوفمبر 2014 | عبد الرزاق الكيلاني ومحمد الفريخة وأحمد الصافي سعيد (لم يحضر)                                                  | عبد الرزاق الكيلاني ومحمد الفريخة وأحمد الصافي سعيد (لم يحضر)                                                  | هنا         | مناظرة بمناسبة الانتخابات الرئاسية التونسية 2014.                               |
| 11     | 19 نوفمبر 2014 | كمال مرجان وحمودة بن سلامة ومحمد الهاشمي الحامدي                                                               | كمال مرجان وحمودة بن سلامة ومحمد الهاشمي الحامدي                                                               | هنا         | مناظرة بمناسبة الانتخابات الرئاسية التونسية 2014.                               |
| 12     | 30 نوفمبر 2014 | ناجي جلول, سالم الأبيض, رؤوف بن يغلان, المنصف السويسي                                                          | ناجي جلول, سالم الأبيض, رؤوف بن يغلان, المنصف السويسي                                                          | هنا         |                                                                                 |
| 13     | 7 ديسمبر 2014  | عدنان منصر | التوهامي العبدولي, منذر بالضيافي, الصحبي سمارة                                                                 | هنا         |                                                                                 |
| 14     | 14 ديسمبر 2014 | عبد الفتاح مورو                                                                                                | محمود البارودي, طارق الكحلاوي, سمير العقربي                                                                    | هنا         |                                                                                 |
| 15     | 28 ديسمبر 2014 | سهام بن سدرين                                                                                                  | صادق بلعيد, هشام الغربي, عادل المعيزي, رضا الملولي                                                             | هنا         |                                                                                 |
| 16     | 4 يناير 2015   | سامية عبو | أحلام كمرجي, رجاء بن سلامة, لينا بن مهني                                                                       | هنا         |                                                                                 |
| 17     | 11 يناير 2015  | رضا بوكادي, الصحبي الجويني, إسكندر الرقيق, فريد الباجي                                                         | رضا بوكادي, الصحبي الجويني, إسكندر الرقيق, فريد الباجي                                                         | هنا         |                                                                                 |
| 18     | 25 يناير 2015  | زينب الغزوي | سهام بادي, المازري الحداد                                                                                      | هنا         | حلقة خاصة في باريس بعد حادثة الهجوم على صحيفة شارلي إبدو.                       |
| 19     | 8 فبراير 2015  | خميس قسيلة | الصحبي بن فرج, فوزي بن معاوية, حسن بن عثمان                                                                    | هنا         |                                                                                 |
| 20     | 15 فبراير 2015 | عبد الفتاح مورو                                                                                                | الطاهر هميلة, ناجي ناجح, بيرم الكيلاني                                                                         | هنا         |                                                                                 |
| 21     | 22 فبراير 2015 | سيف الطرابلسي                                                                                                  | العياشي الهمامي, سليم بوخذير, عبير موسى                                                                        | هنا         | سيف الطرابلسي هو ابن أخ ليلى الطرابلسي زوجة الرئيس المخلوع زين العابدين بن علي. |
| 22     | 1 مارس 2015    | أحمد الصافي سعيد                                                                                               | عبد الرؤوف العيادي, فيصل التبيني                                                                               | هنا         |                                                                                 |
| 23     | 8 مارس 2015    | محمد الطالبي                                                                                                   | رضا بالحاج, يوسف صديق, فريد الباجي, حسن بن عثمان                                                               | هنا         |                                                                                 |
| 24     | 15 مارس 2015   | محمد الهاشمي الحامدي                                                                                           | هاشم بوعزيز, منذر بالضيافي, حسن الدهماني                                                                       | هنا         |                                                                                 |
| 25     | 22 مارس 2015   | سليم بن جاب الله, واصل بوزيد, حمادي بن عبد السلام, توفيق الغول, عبد الرحمان الريحاني, كمال الجبالي, مراد بلعيد | سليم بن جاب الله, واصل بوزيد, حمادي بن عبد السلام, توفيق الغول, عبد الرحمان الريحاني, كمال الجبالي, مراد بلعيد | هنا         | حلقة خاصة بعد هجوم متحف باردو 2015.                                             |
| 26     | 29 مارس 2015   | برهان بسيس | حسن بن عثمان, كريم كوكي, الأمين البوعزيزي (لم يحضر)                                                            | هنا         |                                                                                 |
| 27     | 4 أبريل 2015   | عبد الرحمن الأدغم, سالم الأبيض, خالد الكريشي, رضا الملولي, منير بن صالحة                                       | عبد الرحمن الأدغم, سالم الأبيض, خالد الكريشي, رضا الملولي, منير بن صالحة                                       | هنا         |                                                                                 |
| 28     | 12 أبريل 2015  | عبد الرؤوف العيادي, عمر صحابو, رجاء فرحات, سمير العقربي, نجم الدين المزوغي, لزهر بوكميشة, نضال الباطيني        | عبد الرؤوف العيادي, عمر صحابو, رجاء فرحات, سمير العقربي, نجم الدين المزوغي, لزهر بوكميشة, نضال الباطيني        | هنا         |                                                                                 |
| 29     | 19 أبريل 2015  | BEST OF | BEST OF | هنا         |                                                                                 |

## الموسم الثالث
| الحلقة | التاريخ        | الضيف الرئيسي                                                                                                | بقية الضيوف                                                                                                  | رابط الحلقة | ملاحظات |
| ------ | -------------- | --- | --- | ----------- | --- |
| 1      | 27 سبتمبر 2015 | فوزي اللومي                                                                                                  | بشير النفزي, منذر بالضيافي                                                                                   | هنا         | |
| 2      | 4 أكتوبر 2015  | زهير مخلوف                                                                                                   | العربي القاسمي, سيف الدين مخلوف, منير بن صالحة                                                               | هنا         | |
| 3      | 11 أكتوبر 2015 | لزهر العكرمي                                                                                                 | أنس حطاب, منذر بالضيافي, الحبيب بوعجيلة                                                                      | هنا         | |
| 4      | 18 أكتوبر 2015 | محمد الغرياني                                                                                                | عبد الرؤوف العيادي, حسونة المصباحي, منذر بالضيافي, أحمد ومباركة القاسمي                                      | هنا         | محمد الغرياني هو آخر أمين عام لحزب التجمع الدستوري الديمقراطي قبل الثورة التونسية. |
| 5      | 25 أكتوبر 2015 | أحمد الصافي سعيد                                                                                             | رضا الجوادي, علي غربال, سيف الدين مخلوف, شوقي بوقلية                                                         | هنا         | |
| 6      | 1 نوفمبر 2015  | رضا بالحاج, رؤوف بن يغلان, مازن الشريف, المنصف السويسي, حسن بن عثمان                                         | رضا بالحاج, رؤوف بن يغلان, مازن الشريف, المنصف السويسي, حسن بن عثمان                                         | هنا         | |
| 7      | 8 نوفمبر 2015  | محمد الهاشمي الحامدي                                                                                         | سنية تومية, رضا الملولي, مراد الحطاب                                                                         | هنا         | |
| 8      | 15 نوفمبر 2015 | عبد الفتاح مورو                                                                                              | حسونة المصباحي, الحبيب بوعجيلة, فوزي بن قمرة, منذر قفراش                                                     | هنا         | |
| 9      | 22 نوفمبر 2015 | عمر صحابو | عبد اللطيف المكي, عبد العزيز القطي, الأزهر الضاوي, زعرة ولزهر السلطاني                                       | هنا         | |
| 10     | 29 نوفمبر 2015 | أحمد الصافي سعيد                                                                                             | أنس بن مالك, نزار حمزة, نعيمة النداري, مقداد السهيلي                                                         | هنا         | |
| 11     | 6 ديسمبر 2015  | الفاضل الجزيري                                                                                               | فتحي الهداوي, شاكر الشرفي                                                                                    | هنا         | |
| 12     | 13 ديسمبر 2015 | عبد الرؤوف العيادي, عصام الدردوري, لطفي القلمامي, محمد الهنتاتي, حاتم القرمازي, معاوية الشورابي              | عبد الرؤوف العيادي, عصام الدردوري, لطفي القلمامي, محمد الهنتاتي, حاتم القرمازي, معاوية الشورابي              | هنا         | |
| -      | 21 ديسمبر 2015 | علي العريض                                                                                                   | علي العريض                                                                                                   | هنا         | بسبب الحلقة الفارطة (الحلقة 12)، قامت الهيئة العليا المستقلة للاتصال السمعي البصري بتعليق نشاط وبث البرنامج لمدة شهر. قام فريق البرنامج بإنشاء برنامج ثانوي مؤقت تحت اسم «أهلا وسهلا»، بطريقة تختلف قليلا عن «لمن يجرؤ فقط». |
| -      | 27 ديسمبر 2015 | أحمد الصافي سعيد, أحمد الحفناوي, عارف العزيزي                                                                | أحمد الصافي سعيد, أحمد الحفناوي, عارف العزيزي                                                                | هنا         | بسبب الحلقة الفارطة (الحلقة 12)، قامت الهيئة العليا المستقلة للاتصال السمعي البصري بتعليق نشاط وبث البرنامج لمدة شهر. قام فريق البرنامج بإنشاء برنامج ثانوي مؤقت تحت اسم «أهلا وسهلا»، بطريقة تختلف قليلا عن «لمن يجرؤ فقط». |
| -      | 3 يناير 2016   | عبد الرؤوف الخماسي, علاء الدين حمدي, سمير السرياطي                                                           | عبد الرؤوف الخماسي, علاء الدين حمدي, سمير السرياطي                                                           | هنا         | بسبب الحلقة الفارطة (الحلقة 12)، قامت الهيئة العليا المستقلة للاتصال السمعي البصري بتعليق نشاط وبث البرنامج لمدة شهر. قام فريق البرنامج بإنشاء برنامج ثانوي مؤقت تحت اسم «أهلا وسهلا»، بطريقة تختلف قليلا عن «لمن يجرؤ فقط». |
| -      | 10 يناير 2016  | محمد الفريخة, أحمد بن عمر                                                                                    | محمد الفريخة, أحمد بن عمر                                                                                    | هنا         | بسبب الحلقة الفارطة (الحلقة 12)، قامت الهيئة العليا المستقلة للاتصال السمعي البصري بتعليق نشاط وبث البرنامج لمدة شهر. قام فريق البرنامج بإنشاء برنامج ثانوي مؤقت تحت اسم «أهلا وسهلا»، بطريقة تختلف قليلا عن «لمن يجرؤ فقط». |
| 13     | 16 يناير 2016  | عياض الودرني                                                                                                 | زهير مخلوف, أنيس المقعدي, فيصل الجدلاوي                                                                      | هنا         | |
| 14     | 24 يناير 2016  | عدنان الحاجي                                                                                                 | شاكر الشرفي, سامي القناوي, صفوة بوعزي                                                                        | هنا         | |
| 15     | 31 يناير 2016  | حسن الغضباني                                                                                                 | مقداد السهيلي, محمد رمزي حمزة, وسيلة المزاني وعبد الرحمان بن عمار                                            | هنا         | |
| 16     | 7 فبراير 2016  | محمد الطالبي                                                                                                 | محمد بن حمودة, حسن بن عثمان, فيصل التبيني, نجيب الدزيري                                                      | هنا         | |
| 17     | 14 فبراير 2016 | أحمد شابير                                                                                                   | غازي معلى, حاتم القرمازي, سنية رجب                                                                           | هنا         | |
| 18     | 21 فبراير 2016 | عبادة الكافي                                                                                                 | محمد بنور, فيصل الجدلاوي, رضا نصري, مصطفى الحبلي                                                             | هنا         | |
| 19     | 28 فبراير 2016 | سعيد العايدي                                                                                                 | نزار بهلول, محمود البارودي, رمزي بنور, أمال سفطة                                                             | هنا         | |
| 20     | 6 مارس 2016    | شيرين أبو عاقلة, جيفارا البديري, أنس حطاب, سهام بادي, لبنى صميدة, عبير موسي                                  | شيرين أبو عاقلة, جيفارا البديري, أنس حطاب, سهام بادي, لبنى صميدة, عبير موسي                                  | هنا         | |
| 21     | 13 مارس 2016   | حسن الغضباني, رؤوف بن يغلان, الطاهر فضيل, ألفة الحمروني, كمال عمران, علي الميلي, حسين عبد الكبير, رضوان شبيل | حسن الغضباني, رؤوف بن يغلان, الطاهر فضيل, ألفة الحمروني, كمال عمران, علي الميلي, حسين عبد الكبير, رضوان شبيل | هنا         | |
| 22     | 20 مارس 2016   | محمد جنيفان, مبروك كرشيد, رجاء فرحات, نجيب القروي, راشد الخياري, أحمد منصور, محمد الزرقي, مصطفى شندول        | محمد جنيفان, مبروك كرشيد, رجاء فرحات, نجيب القروي, راشد الخياري, أحمد منصور, محمد الزرقي, مصطفى شندول        | هنا         | |
| 23     | 27 مارس 2016   | الطاهر بن حسين                                                                                               | عبد الرؤوف العيادي, مقداد الماجري, حسين عبد الكبير, محسن القفصاوي                                            | هنا         | |
| 24     | 3 أبريل 2016   | أحمد الصافي سعيد                                                                                             | فيصل الجدلاوي, طارق الرياحي, نجلاء التونسية, وليد أحمد الفرشيشي                                              | هنا         | |
| 25     | 10 أبريل 2016  | سمير ديلو | سالم الأبيض, هاجر بورقيبة, محمد علي باي, عبد الله العبيدي, محمد الصغير داود, سمير العقربي                    | هنا         | |
| 26     | 17 أبريل 2016  | المنصف السويسي, طارق فتيتي, يوسف الجويني, أمال سفطة, الحبيب المحنوش, سيد الكسابي, أحمد راتب                  | المنصف السويسي, طارق فتيتي, يوسف الجويني, أمال سفطة, الحبيب المحنوش, سيد الكسابي, أحمد راتب                  | هنا         | |
| 27     | 24 أبريل 2016  | خالد شوكات                                                                                                   | غازي الشواشي, أحلام كمرجي, شوقي بوقلية وابنه إسلام بوقلية                                                    | هنا         | |
| 28     | 1 مايو 2016    | عبد الفتاح مورو                                                                                              | نوفل الورتاني, منذر بالضيافي, منصف المزغني                                                                   | هنا         | |
| 29     | 8 مايو 2016    | برهان بسيس                                                                                                   | الحبيب بوعجيلة, أحمد الأندلسي, ألفة الحمروني                                                                 | هنا         | |
| 30     | 15 مايو 2016   | محمد الغرياني, حسن الغضباني, غازي الشواشي                                                                    | محمد الغرياني, حسن الغضباني, غازي الشواشي                                                                    | هنا         | |
| 31     | 22 مايو 2016   | حاتم العشي                                                                                                   | منير بن صالحة, عماد بن حليمة, حسن عثمان وحميدة البكوش                                                        | هنا         | |
| 32     | 29 مايو 2016   | شوقي طبيب | أحمد صواب, معز الجودي, صالحة الجندوبي, حسين العفريت                                                          | هنا         | |

## الموسم الرابع
| الحلقة | التاريخ        | الضيف الرئيسي   | بقية الضيوف                                                              | رابط الحلقة | ملاحظات |
| ------ | -------------- | --------------- | ------------------------------------------------------------------------ | ----------- | ------- |
| 1      | 25 سبتمبر 2016 | رضا بالحاج      | وليد الجلاد, أسامة الملولي, ثابت العابد, ياسين الغربي                    | هنا         |         |
| 2      | 2 أكتوبر 2016  | عبير موسي       | أمينة تايلر, راشد الخياري, عماد بن حليمة, أحلام كمرجي                    | هنا         |         |
| 3      | 9 أكتوبر 2016  | عبد الفتاح مورو | صالح الزغيدي, منذر بالضيافي, حسن بن عثمان, لطفي رعبوب                    | هنا         |         |
| 4      | 16 أكتوبر 2016 | أنس حطاب        | عبد الستار المسعودي, أنيس بوغطاس, صالح عطية, ليلى الشابي, مولدية الرياحي | هنا         |         |

## مقالات ذات صلة
- التونسية (قناة)
- الحوار التونسي (قناة)

## روابط خارجية
- الصفحة الرسمية للبرنامج على موقع القناة.